# Rambo: First Blood Part II (videogioco 1986)
Rambo: First Blood Part II (semplicemente intitolato Rambo nel gioco) è un videogioco sparatutto vagamente ispirato al film Rambo 2 pubblicato in America Settentrionale dalla SEGA per il Master System nel 1986. Era stato originariamente pubblicato in Giappone con il titolo Ashura (阿修羅?), dove non era stata utilizzata la licenza di Rambo. Un'altra versione era stata pubblicata in Europa e Australia intitolata Secret Command (Secret Commando nel gioco), sempre senza la licenza di utilizzo del nome di Rambo. Un altro gioco basato sullo stesso film era stato pubblicato in precedenza sui computer ad 8-bit.